# توم هوبر
توماس جورج «توم» هوبر (بالإنجليزية: Thomas George "Tom" Hooper)‏ مخرج تلفاز وأفلام بريطاني بخلفية إنجليزية وأسترالية. بدأ هوبر بصناعة الافلام القصيرة في عمر الثالثة عشر، وكان أول فيلم قصير احترافي له هو «وجوه مطلية» الذي عرض على القناة الرابعة البريطانية عام 1992. اشتهر هوبر بسبب فيلمي خطاب الملك والبؤساء.

## روابط خارجية
- توم هوبر على موقع IMDb (الإنجليزية)
- توم هوبر على موقع الموسوعة البريطانية (الإنجليزية)
- توم هوبر على موقع مونزينجر (الألمانية)
- توم هوبر على موقع ألو سيني (الفرنسية)
- توم هوبر على موقع ميوزك برينز (الإنجليزية)
- توم هوبر على موقع تيرنر كلاسيك موفيز (الإنجليزية)
- توم هوبر على موقع أول موفي (الإنجليزية)
- توم هوبر على موقع بوكس أوفيس موجو (الإنجليزية)
- توم هوبر على موقع قاعدة بيانات الأفلام السويدية (السويدية)
- توم هوبر على موقع إن إن دي بي (الإنجليزية)